# Golpe de Estado nas Seicheles em 1977
Golpe de Estado nas Seicheles em 1977 foi um golpe de Estado ocorrido entre 4 e 5 de junho de 1977 nas Seicheles, situadas no leste da África e no oceano Índico. Entre 60 a 200 partidários do Partido Popular Unido das Seicheles (PPUS), que estavam recebendo treinamento na Tanzânia, depuseram o Presidente Sir James Mancham, do Partido Democrático das Seicheles (PDS), enquanto este participava da Reunião dos Chefes de Governo da Commonwealth em Londres, no Reino Unido.

## Golpe
Os insurgentes assumiram o controle de pontos estratégicos na principal ilha do arquipélago, Ilha de Mahé - onde fica a capital, Vitória. A estação central de polícia foi tomada "virtualmente sem que um tiro fosse disparado." Em contraste, houve um tiroteio na delegacia de polícia de Mont Fleuri, onde o arsenal era mantido. Um policial e um dos insurgentes foram mortos nos combates.
Os conspiradores prenderam seis oficiais das Forças Armadas Britânicas, que estavam assessorado a Força Policial das Seicheles desde 1976, quando Seicheles conquistou a independência do Reino Unido. Os oficiais e suas famílias, assim como o presidente da Suprema Corte, Adrien O'Brien Queen, um juiz da Irlanda similarmente emprestado por seu governo, foram levados para a Europa.

## Resultado
O líder do Partido Popular Unido das Seicheles e primeiro-ministro France-Albert René, que alegou desconhecer o plano, foi então empossado como presidente e formou um novo governo.
Quando abordado pelos insurgentes, René teria aceitado a Presidência sob três condições: que a segurança dos indivíduos políticos fosse garantida, que os acordos internacionais permanecessem em vigor (incluindo aquele que permite aos Estados Unidos manter uma estação de rastreamento espacial da AFSCF), e que eleições fossem agendadas para 1978 (que acabaram por ser realizadas em 1979).